# 로만 시로코프
로만 니콜라예비치 시로코프(러시아어: Роман Николаевич Широков, 1981년 7월 6일 ~, 모스크바주 데돕스크)는 러시아의 전 축구 선수이다. 포지션은 중앙 미드필더이다.

## 선수 경력
시로코프는 모스크바주의 데돕스크 출신으로, 현 소속팀 스파르타크 모스크바 이전에는 힘키, 루빈 카잔, 사투른 모스크바 오블라스티, FC 비드노예(FC Vidnoye), FC 이스트라 (FC Istra), 토르페도-ZIL 모스크바(Torpedo-ZIL Moscow, 지금의 FC 모스크바), CSKA 모스크바 2군 팀에서 뛰었고, 제니트로 이적 후, 6년 동안 활약하였으며, 크라스노다르로 시즌 말에 이적하였고,현재는 스파르타크 모스크바에 FA 자격으로 이적하였다. 2015년이 된 후, FC 크라스노다르로 임대 생활을 하고있다.

## 국제대회 경력
2008년 3월, 시로코프는 루마니아와의 친선 경기에서 러시아 대표 데뷔전을 치렀으며, 제니트 상트페테르부르크의 UEFA컵 우승에 공헌한 것을 인정 받아 UEFA 유로 2008 러시아 대표팀 명단에 포함되었다. UEFA 유로 2008 D조 조별 리그 첫 경기 스페인 전에서 선발로 나섰으나 대패하였고, 주전 자리를 세르게이 이그나셰비치에게 빼앗겼다.
그 후 시로코프는 거스 히딩크 감독이 러시아 대표팀 감독에서 물러날 때까지 주전과는 거리가 멀었으나, 2010년 8월에 제니트 감독이었던 딕 아드보카트가 러시아 대표팀 감독이 된 후 처음 치른 불가리아와의 경기에서 2년 만에 대표팀에 복귀해 결승골을 넣었다. 이 경기의 결승골은 시로코프의 대표팀 데뷔골이 되었다. 그리고 유로 2012 대회에 출전해, 체코와의 첫 경기에서 득점을 기록했다.
또한 그는 2014 브라질 월드컵에 러시아 국가대표팀에 발탁되었지만 부상으로 인해 파벨 모길레베츠가 대체 발탁되었다.

## 수상
제니트
- 러시아 프리미어리그 : 2010, 2011-12
- 러시아 컵 : 2009-10
- 러시아 슈퍼컵 : 2008, 2011
- UEFA 컵 : 2007-08

 러시아
- UEFA 유로 2008 4강

개인
- 2012년 러시아 올해의 선수상 (Futbol)

## 국가대표팀 득점
| 골 | 날짜             | 장소                                                           | 상대         | 점수  | 결과  | 대회                    |
| -- | ---------------- | -------------------------------------------------------------- | ------------ | ----- | ----- | ----------------------- |
| 1  | 2010년 8월 10일  | 러시아, 상트페테르부르크, 페트롭스키 스타디움 상트페테르부르크 | 불가리아     | 1 - 0 | 1 – 0 | 친선 경기               |
| 2  | 2010년 10월 8일  | 아일랜드, 더블린, 아비바 스타디움                              | 아일랜드     | 0 - 3 | 2 – 3 | UEFA 유로 2012 예선     |
| 3  | 2011년 11월 11일 | 그리스, 피레아스, 카라이스카키스 스타디움                      | 그리스       | 0 - 1 | 1 – 1 | 친선 경기               |
| 4  | 2012년 2월 9일   | 덴마크, 코펜하겐, 파르켄 스타디움                              | 덴마크       | 0 - 1 | 0 – 2 | 친선 경기               |
| 5  | 2012년 6월 1일   | 스위스, 취리히, 레치그룬트                                     | 이탈리아     | 0 - 2 | 0 – 3 | 친선 경기               |
| 6  | 2012년 6월 1일   | 스위스, 취리히, 레치그룬트                                     | 이탈리아     | 0 - 3 | 0 – 3 | 친선 경기               |
| 7  | 2012년 8월 6일   | 폴란드, 브로츠와프, 브로츠와프 시립경기장, 브로츠와프          | 체코         | 0 - 2 | 1 – 4 | UEFA 유로 2012          |
| 8  | 2012년 9월 7일   | 러시아, 모스크바, 로코모티프 스타디움                          | 북아일랜드   | 2 - 0 | 2 – 0 | 2014년 FIFA 월드컵 예선 |
| 9  | 2012년 10월 16일 | 러시아, 모스크바, 루즈니키 스타디움                            | 아제르바이잔 | 1 - 0 | 1 – 0 | 2014년 FIFA 월드컵 예선 |
| 10 | 2012년 11월 14일 | 러시아, 크라스노다르, 쿠반 스타디움                            | 미국         | 2 - 1 | 2 – 2 | 친선 경기               |
| 11 | 2013년 2월 6일   | 스페인, 말베야, 에스타니오 무니시팔 데 말베야                  | 아이슬란드   | 1 - 0 | 2 – 0 | 친선 경기               |
| 12 | 2013년 10월 11일 | 아제르바이잔, 바쿠, 바켈 아레나                                | 아제르바이잔 | 1 - 0 | 1 – 1 | 2014년 FIFA 월드컵 예선 |
| 13 | 2015년 11월 14일 | 러시아, 크라스노다르, 쿠반 스타디움                            | 포르투갈     | 1 - 0 | 1 – 0 | 친선 경기               |